# Shōdoshima, Kagawa
Shōdoshima (小豆島町 Shōdoshima-chō) là thị trấn nằm ở huyện Shōzu, tỉnh Kagawa, Nhật Bản. Tính đến ngày 1 tháng 4 năm 2023, dân số ước tính thị trấn là 13.105 người và mật độ dân số là 140 người/km². Tổng diện tích thành phố là 95,59 km².

## Địa lý

### Khí hậu
Thị trấn Shōdoshima mang khí hậu cận nhiệt đới ẩm (phân loại khí hậu Köppen: Cfa) với mùa hạ nóng ẩm và mùa đông mát mẻ. Lượng mưa lớn nhất tập trung từ tháng 5 đến hết tháng 9.
| Dữ liệu khí hậu của Uchinomi, Shōdoshima | Dữ liệu khí hậu của Uchinomi, Shōdoshima | Dữ liệu khí hậu của Uchinomi, Shōdoshima | Dữ liệu khí hậu của Uchinomi, Shōdoshima | Dữ liệu khí hậu của Uchinomi, Shōdoshima | Dữ liệu khí hậu của Uchinomi, Shōdoshima | Dữ liệu khí hậu của Uchinomi, Shōdoshima | Dữ liệu khí hậu của Uchinomi, Shōdoshima | Dữ liệu khí hậu của Uchinomi, Shōdoshima | Dữ liệu khí hậu của Uchinomi, Shōdoshima | Dữ liệu khí hậu của Uchinomi, Shōdoshima | Dữ liệu khí hậu của Uchinomi, Shōdoshima | Dữ liệu khí hậu của Uchinomi, Shōdoshima | Dữ liệu khí hậu của Uchinomi, Shōdoshima |
| Tháng                                    | 1                                        | 2                                        | 3                                        | 4                                        | 5                                        | 6                                        | 7                                        | 8                                        | 9                                        | 10                                       | 11                                       | 12                                       | Năm                                      |
| ---------------------------------------- | ---------------------------------------- | ---------------------------------------- | ---------------------------------------- | ---------------------------------------- | ---------------------------------------- | ---------------------------------------- | ---------------------------------------- | ---------------------------------------- | ---------------------------------------- | ---------------------------------------- | ---------------------------------------- | ---------------------------------------- | ---------------------------------------- |
| Cao kỉ lục °C (°F)                       | 19.4 (66.9)                              | 23.9 (75.0)                              | 24.9 (76.8)                              | 29.4 (84.9)                              | 30.9 (87.6)                              | 35.3 (95.5)                              | 37.5 (99.5)                              | 38.4 (101.1)                             | 37.8 (100.0)                             | 31.7 (89.1)                              | 25.3 (77.5)                              | 21.4 (70.5)                              | 38.4 (101.1)                             |
| Trung bình ngày tối đa °C (°F)           | 9.6 (49.3)                               | 10.3 (50.5)                              | 13.6 (56.5)                              | 19.0 (66.2)                              | 23.6 (74.5)                              | 26.5 (79.7)                              | 30.5 (86.9)                              | 32.3 (90.1)                              | 28.5 (83.3)                              | 23.1 (73.6)                              | 17.5 (63.5)                              | 12.2 (54.0)                              | 20.6 (69.0)                              |
| Trung bình ngày °C (°F)                  | 5.6 (42.1)                               | 5.9 (42.6)                               | 8.8 (47.8)                               | 13.9 (57.0)                              | 18.5 (65.3)                              | 22.1 (71.8)                              | 26.1 (79.0)                              | 27.4 (81.3)                              | 24.0 (75.2)                              | 18.6 (65.5)                              | 13.2 (55.8)                              | 8.1 (46.6)                               | 16.0 (60.8)                              |
| Tối thiểu trung bình ngày °C (°F)        | 1.9 (35.4)                               | 1.9 (35.4)                               | 4.3 (39.7)                               | 9.2 (48.6)                               | 14.0 (57.2)                              | 18.5 (65.3)                              | 22.8 (73.0)                              | 24.0 (75.2)                              | 20.5 (68.9)                              | 14.8 (58.6)                              | 9.3 (48.7)                               | 4.4 (39.9)                               | 12.1 (53.8)                              |
| Thấp kỉ lục °C (°F)                      | −4.7 (23.5)                              | −6.6 (20.1)                              | −4.7 (23.5)                              | −0.6 (30.9)                              | 5.3 (41.5)                               | 10.8 (51.4)                              | 15.5 (59.9)                              | 16.6 (61.9)                              | 11.8 (53.2)                              | 4.9 (40.8)                               | 1.3 (34.3)                               | −3.1 (26.4)                              | −6.6 (20.1)                              |
| Lượng Giáng thủy trung bình mm (inches)  | 36.7 (1.44)                              | 43.2 (1.70)                              | 77.6 (3.06)                              | 78.4 (3.09)                              | 113.9 (4.48)                             | 156.7 (6.17)                             | 164.9 (6.49)                             | 116.7 (4.59)                             | 175.6 (6.91)                             | 118.6 (4.67)                             | 54.4 (2.14)                              | 42.9 (1.69)                              | 1.161,3 (45.72)                          |
| Số ngày giáng thủy trung bình (≥ 1.0 mm) | 5.6                                      | 6.9                                      | 9.4                                      | 9.2                                      | 8.9                                      | 10.6                                     | 9.5                                      | 6.4                                      | 8.6                                      | 7.7                                      | 6.3                                      | 5.9                                      | 95                                       |
| Số giờ nắng trung bình tháng             | 154.1                                    | 144.9                                    | 177.5                                    | 197.2                                    | 208.7                                    | 159.4                                    | 189.3                                    | 220.0                                    | 155.5                                    | 163.0                                    | 150.1                                    | 151.3                                    | 2.074,5                                  |
| Nguồn: Cục Khí tượng Nhật Bản            |                                          |                                          |                                          |                                          |                                          |                                          |                                          |                                          |                                          |                                          |                                          |                                          |                                          |